# Нам Су Хён
Нам Су Хён (кор. 남수현; род. 27 января 2005, Сунчхон, Чолла-Намдо) — южнокорейская лучница, выступающая в соревнованиях по стрельбе из олимпийского лука. Олимпийская чемпионка 2024 года.

## Биография
Нам Су Хён родом из Сунчхона, Южная Корея, вторая из трёх детей в семье. Начала заниматься стрельбой из лука в раннем возрасте и стала полноценно тренироваться в третьем классе начальной школы. В 2020 году Нам выиграла национальный чемпионат, была отобрана в молодёжную сборную, но не участвовала ни в каких международных соревнованиях из-за пандемии COVID-19. В 2023 году она участвовала в национальном чемпионате и завоевала серебряную медаль в командном зачете.
Нам заняла третье место на национальном отборе в апреле 2024 года, что обеспечило ей путевку на летние Олимпийские игры 2024 года как в личном, так и в командном зачете.
В личном зачете на Олимпийских играх Нам заняла второе место в рейтинговом раунде с 688 очками, уступив лишь Лим Си Хён, которая установила новый мировой рекорд. В командном зачете Нам, Лим и Чон Хон Ён установили олимпийский рекорд, набрав в общей сложности 2046 очков в рейтинговом раунде, а позже завоевали золотую медаль. Сборная Южной Кореи в 10-й раз подряд выиграла женский командный зачет на Олимпийских играх.